# Gneu Domici Ahenobarb (cònsol 96 aC)
Gneu Domici Ahenobarb (en llatí Gnaeus Domitius Cn. F. Cn. N. Ahenobarbus) va ser un magistrat romà. Formava part dels Ahenobarb, una branca plebea de la gens Domícia.
Era fill del cònsol del 122 aC Gneu Domici Ahenobarb. Va ser tribú del poble l'any 104 aC durant el segon consolat de Gai Màrius. Quan els pontífexs no el varen elegir com a successor del seu pare en el càrrec, va presentar una llei (la lex Domitia de sacerdotiis) per la qual el dret d'elecció dels pontífexs passava del col·legi de Pontífexs al poble. Això li va permetre més tard ser elegit pel poble pontífex màxim, en agraïment. L'any 96 aC va ser novament elegit cònsol junt amb Gai Cassi i el 92 aC va ser censor amb l'orador Licini Cras i durant aquest període va tancar les escoles dels retòrics. Però aquest tema va ser l'únic en què es va posar d'acord amb el seu col·lega, atès que el seu mandat es va caracteritzar per les seves disputes, que van ser recordades molt de temps. Domici era d'un temperament violent i, a més, era partidari de l'antiga simplicitat de la vida, mentre que Cassi s'estimava el luxe i protegia l'art. Ciceró diu que Domici no era gaire bon orador, però parlava prou bé i tenia prou talent per mantenir el prestigi del seu alt rang.